# Abdounia recticona
Abdounia recticona là một loài cá mập mắt trắng đã tuyệt chủng sống trong thế Eocen. Các nghiên cứu về loài này dựa trên các mẫu vật răng riêng lẻ được tìm thấy ở châu Âu và Bắc Mỹ.